# 셰트불레
셰트불레(스웨덴어: köttbulle)는 스웨덴의 고기 완자이다. 주로 복수 형태인 셰트불라르(스웨덴어: köttbullar)로 불린다. 스웨덴의 국민 음식 가운데 하나이며, 크리스마스 식탁인 율보르드에 빼놓지 않고 올리는 명절 음식이기도 하다.

## 이름
스웨덴어 "셰트불레(köttbulle, 복수: köttbullar 셰트불라르[*])는 "고기"를 뜻하는 "셰트(kött)"와 롤빵 등의 둥글고 작은 빵을 뜻하는 "불레(bulle, 복수: bullar 불라르[*])"를 합친 말로, 고기 완자를 뜻한다.
스웨덴 바깥에서 셰트불레는 스웨덴 미트볼(Sweden meatball)로도 알려져 있으며, 가구 브랜드 이케아에서 파는 대표적인 요리이기 때문에 이케아 미트볼(IKEA meatball)로 불리기도 한다.

## 역사
스웨덴 정부는 2018년 4월 28일에 공식 트위터 계정을 통해 셰트불레의 기원이 18세기 초 칼 12세가 오스만 제국에서 들여온 터키식 고기 완자인 쾨프테라는 글을 올렸다. 이후 역사학·민족학자이자 음식 연구가인 리카르드 텔스트룀이 칼 12세가 오스만 제국으로 망명하기 전에도 스웨덴에서 프리카델레라는 이름의 미트볼을 먹었다고 반박했다.

## 만들기
고기 완자는 다진 쇠고기와 돼지고기에 빵가루, 달걀, 소금, 후추와 올스파이스 등 향신료를 넣어 섞은 반죽을 냉장고에 두었다가 둥글게 빚어서 기름 두른 팬에 지져 만든다. 처음부터 녹인 버터에 익히기도 하며, 일반 식용유에 익히다가 버터를 넣기도 한다.
익은 고기 완자는 쇠고기나 송아지고기 육수와 헤비 크림을 졸여 만든 크림 소스, 삶은 감자나 으깬 감자, 프레스구르카라 불리는 전통 오이 절임, 월귤이나 월귤 잼 등과 함께 낸다.

## 같이 보기
- 프리카델레